# الدوري التشيكوسلوفاكي 1958–59
الدوري التشيكوسلوفاكي 1958–59 هو الموسم 52 من الدوري التشيكوسلوفاكي ‏. أشرف على تنظيمه اتحاد جمهورية التشيك لكرة القدم، وكان عدد الأندية المشاركة فيه 14، وفاز فيه إنتر براتيسلافا.